# Circonscription d'Erob Special
La circonscription de Erob Special est une des 38 circonscriptions législatives de l'État fédéré du Tigré, elle se situe dans la Zone est. Son représentant actuel est Berha Zegta Tesfay.